# Йозич, Анте
Анте Йозич (хорв. Ante Jozić; род. 16 января 1967, Триль, Социалистическая Республика Хорватия, Югославия) — хорватский прелат, ватиканский дипломат и доктор обоих прав. Титулярный архиепископ Циссы со 2 февраля 2019. Апостольский нунций в Кот-д’Ивуаре со 2 февраля по 28 октября 2019. Апостольский нунций в Белоруссии с 21 мая 2020 по 28 июня 2024. Апостольский нунций в Армении и Грузии с 28 июня 2024.